# Kokofata
Kokofata est une localité et une commune rurale malienne, chef-lieu d'arrondissement dans le Cercle de Sagabari et la région de Kita.

## Villages
La commune s'étend sur 17 localités relevées lors du recensement général de 2009. 
Les villages les plus peuplés sont :
- Kokofata (4 673 habitants) ;
- Koumakiré (2 101 habitants) ;
- Fangalakouta (1 744 habitants).

## Économie
La ville est le siège d'un secteur cotonnier de la CMDT Ouest. L'usine d'égrenage du coton de la CMDT est établie à Kokofata en 2025, la construction de l'usine sur 18 mois débute fin 2023.